# مسجد لو (فولاد لوي الجنوبي)
مسجد لو (بالفارسية: مسجدلو) هي منطقة سكنية تقع في إيران في قسم فولاد لوي الجنوبی الريفي. يقدر عدد سكانها بـ 117 نسمة .